# Thomas Watson (3e comte de Rockingham)
Pour les articles homonymes, voir Thomas Watson (homonymie).
Thomas Watson, 3e comte de Rockingham (30 décembre 1715 - 26 février 1746), est un noble et un homme politique anglais. Il représente Canterbury à la Chambre des communes et est nommé Lord Lieutenant du Kent après avoir accédé au comté, mais il meurt peu de temps après.

## Biographie
Deuxième fils d'Edward Watson (vicomte Sondes), il entre au Collège d'Eton en 1725 et au Lincoln's Inn en 1732. Lors de l'élection générale britannique de 1741, il représente Canterbury en tant qu'opposant Whig. Watson et le conservateur Thomas Best évincent le titulaire sortant Thomas Hales, partisan des Whig du gouvernement de Walpole. Il continue à s'opposer aux gouvernements successifs pendant son mandat à la Chambre des communes, qui prend fin en 1745 lorsqu'il devient comte de Rockingham à la mort de son frère aîné Lewis. En dépit de ses opinions politiques, il est nommé Lord Lieutenant du Kent successeur de son frère, mais il meurt le 26 février 1746.
Il ne se marie pas et, à sa mort, les titres de comte de Rockingham, de vicomte Sondes et de baron Throwley s'éteignent. Thomas Watson-Wentworth (1er marquis de Rockingham), son cousin germain lui succède comme baron Rockingham. Il laisse son héritage à son cousin germain Lewis Watson (1er baron Sondes), qui adopte par la suite le nom de famille de Watson, au lieu de Lewis.